# Friedhof Seelberg

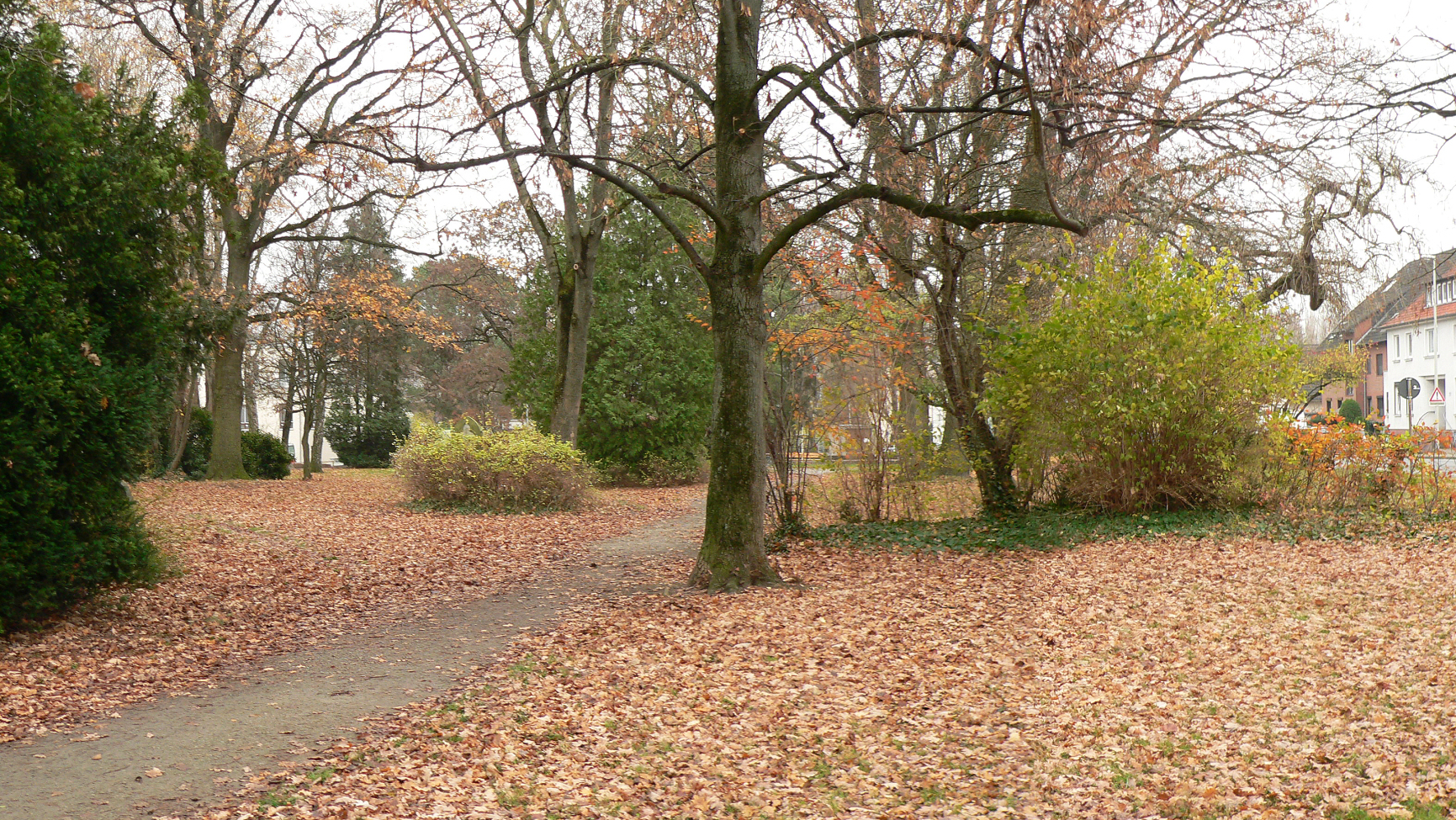
Das heutige parkähnliche Gelände des früheren Friedhofs Seelberg

Der Friedhof Seelberg oder auch Friedhof Am Seelberg in Hannover ist ein im 19. Jahrhundert angelegter ehemaliger Friedhof, der heute als Grünanlage mit einer Ausdehnung von rund 1,08 Hektar unter Denkmalschutz steht. Standort ist die Straße Am Seelberg im heutigen Stadtteil Misburg-Nord.

## Geschichte
Nachdem das bereits im Mittelalter im Zusammenhang mit der ehemaligen Mudzborgh und dem späteren Siedlungskern rund um Meyers Garten entstandene Dorf Misburg zur Zeit des Königreichs Hannover ab 1824 politisch dem Amt Hannover zugeordnet worden war, wurde kurz darauf „[...] der 1827 relativ weit außerhalb des Dorfes angelegte Friedhof“ angelegt.
Als im Zuge der Industrialisierung während der Gründerzeit des Deutschen Kaiserreichs und insbesondere durch die Gründung der Misburger Zementindustrie ab 1877 die Bevölkerung des Dorfes rasant anwuchs, erhielt Misburg eine eigene Kirchengemeinde und gehörte ab 1893 nicht mehr zum Kirchspiel Kirchrode, wenngleich die St.-Johannis-Kirche erst 1904 eingeweiht werden konnte.

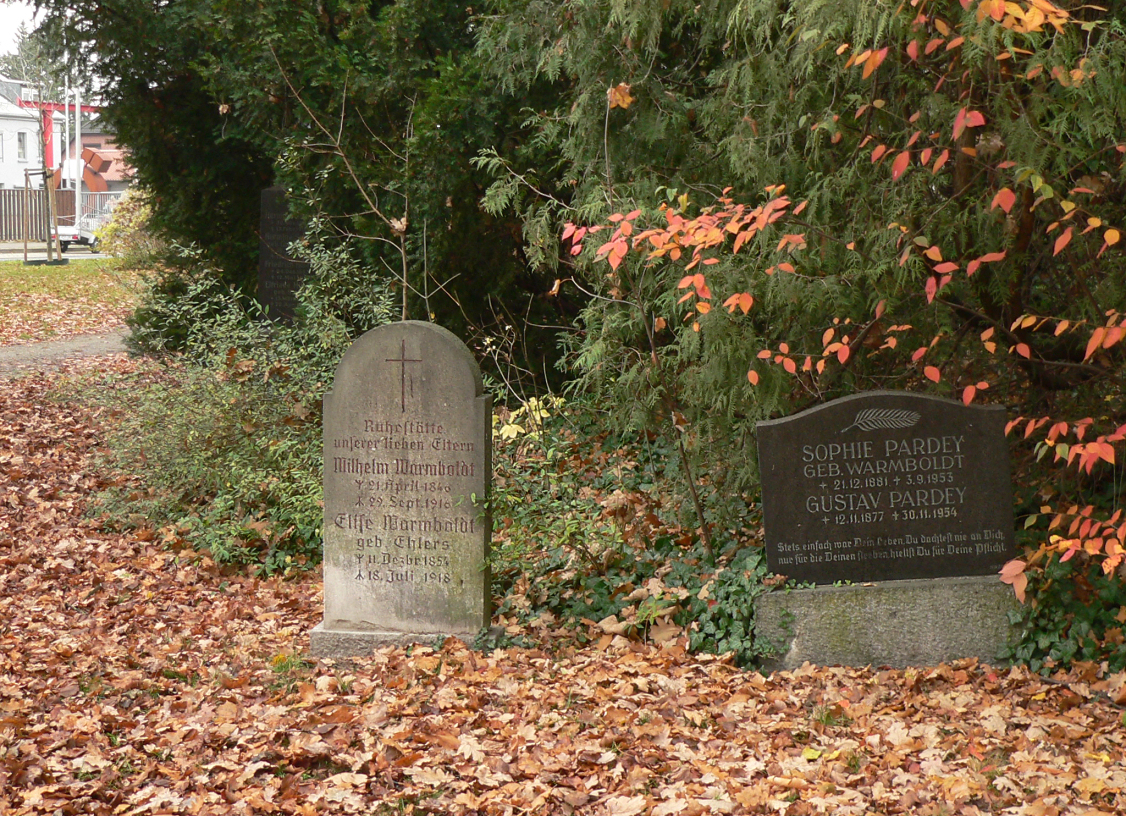
Verbliebene Grabsteine auf dem früheren Friedhof, der jüngste von 1954

An der historischen Straße „Am Seelberg“, die bereits zuvor 1895 amtlich nach dem Flurnamen benannt wurde, erinnern auf dem ehemaligen Friedhof einige – ebenfalls denkmalgeschützte – Grabsteine an verstorbene Bewohner Misburgs sowie an die frühere Nutzung des Geländes, das zur Zeit der Weimarer Republik im Jahr 1921 als aufgelassen wurde. Im selben Jahr wurde der Waldfriedhof Misburg eröffnet.
Endgültig aufgegeben wurde der Seelberger Friedhof 1972. Dabei wurde einige Gräber umgebettet, andere blieben an Ort und Stelle erhalten.